# Hoàng Trù
Hoàng Trù est un village du Viêt Nam, notamment connu comme étant le lieu de naissance de Hô Chi Minh.